# Hesrur, Kushtagi
Hesrur là một làng thuộc tehsil Kushtagi, huyện Koppal, bang Karnataka, Ấn Độ.